# Glen Lambertson
Glen R. Lambertson (manchmal auch Glenn Lambertson; * 1926; † 30. August 2020 in Oakland, Kalifornien) war ein US-amerikanischer Physiker, der sich mit Teilchenbeschleunigern beschäftigte.

## Leben und Wirken
Lambertson studierte an der University of Colorado (Bachelor als Physikingenieur 1948) und an der University of California, Berkeley (Masterabschluss 1951). Nach Abschluss seines Studiums war er vierzig Jahre lang bis 1991 am Lawrence Berkeley National Laboratory, zuletzt als Senior Scientist zweiter Stufe und als Gruppenleiter. Er war Gastwissenschaftler am Brookhaven National Laboratory (1995), am CERN (1993) und Berater des SLAC (1995 bis 1998).
Lambertson entwickelte am Anfang seiner Karriere einen Extraktor (Resonant beam extractor) für das Bevatron. Am Bevatron war er auch Teil des Teams, dass das Antineutron 1956 entdeckte. Er entwickelte Magnete sowie Messgeräte für die Teilchenstrahlen in Beschleunigern (wie Schottky Detektoren) und Instrumente, die die Strahleigenschaften über Rückkoppelungsmechanismen verbessern. Beispielsweise entwickelte er das System zur stochastischen Kühlung von Antiprotonen im Tevatron I Ring im Fermilab und das rückgekoppelte Kontrollsysteme für Raumladungs-Instabilitäten im Strahl der Advanced Light Source. Auch für den PEP II Collider am SLAC entwickelte er Kontrollsysteme für Strahlinstabilitäten.
1991 erhielt er den Preis der US Particle Accelerator School und 2006 den Robert R. Wilson Prize. Er war Fellow der American Physical Society und der American Association for the Advancement of Science.
Lambertson starb am 30. August 2020 in Oakland im Alter von 94 Jahren.